# Залп «Авроры»
«Залп „Авроры“» — советский широкоформатный художественный фильм, который повествует о подготовке и проведении Великой Октябрьской революции в Петрограде в 1917 году через призму событий на легендарном крейсере «Аврора».

## В ролях
- Михаил Кузнецов — Ленин
- Владимир Татосов — Свердлов
- Юльен Балмусов — Дзержинский
- Иван Дмитриев — Дыбенко
- Сергей Яковлев — Антонов-Овсеенко
- Изиль Заблудовский — Подвойский
- Ефим Копелян — Лев Троцкий и полковник Радомыслов
- Инна Кондратьева — Фофанова
- Бруно Фрейндлих — командир «Авроры»
- Павел Луспекаев — толстый офицер
- Кирилл Лавров — комиссар «Авроры» Белышев
- Никита Подгорный — Керенский
- Владимир Белокуров — министр Временного правительства
- Михаил Иванов — министр Временного правительства
- Георгий Тейх — министр Временного правительства
- Владимир Зельдин — поручик Андроников
- Игорь Дмитриев — Гранович
- Зинаида Кириенко — Лиза
- Игорь Класс — Липатов
- Михаил Васильев
- Юрий Киреев
- Александр Калужский — Огнев